# Comptador de centelleig

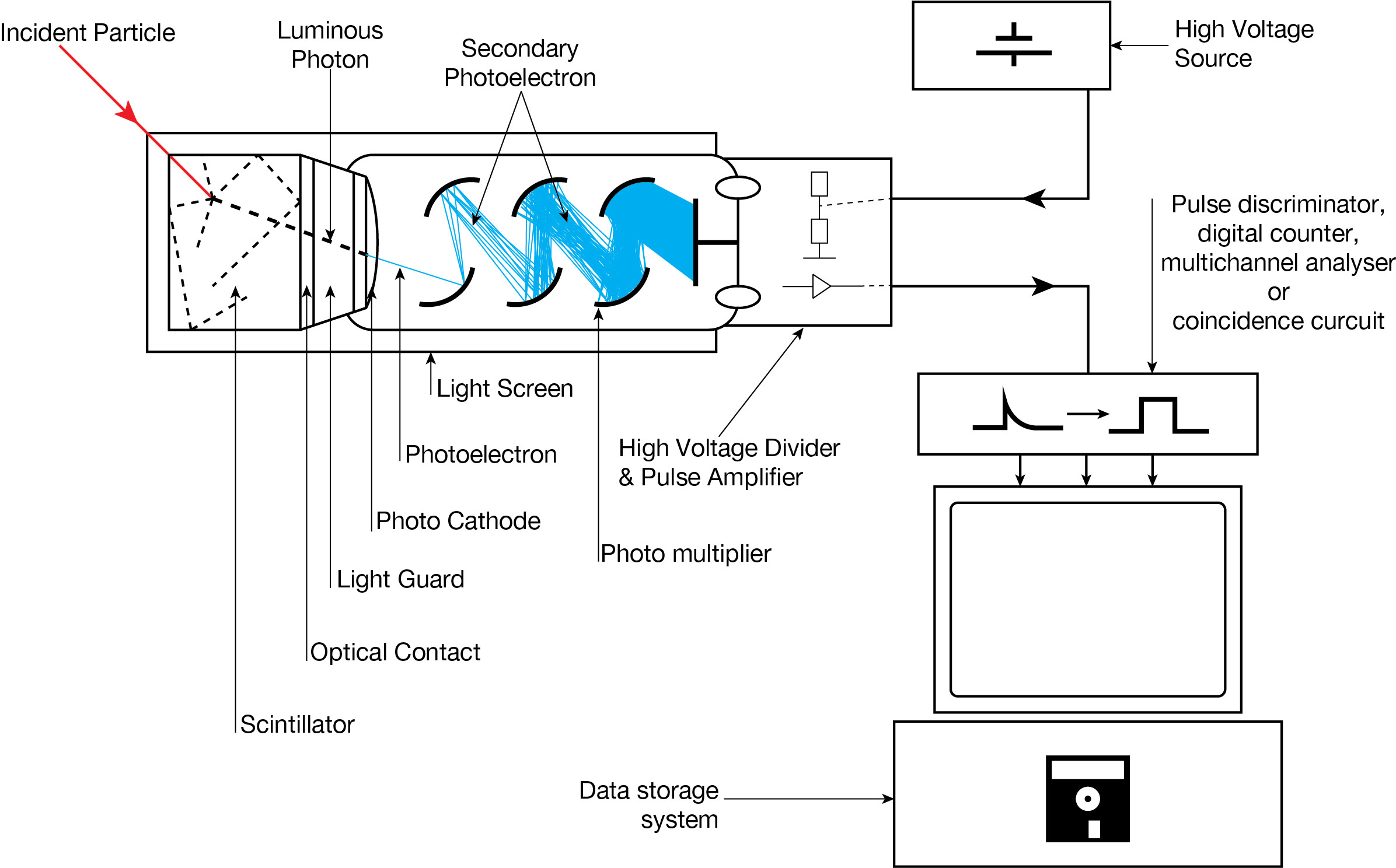
Esquema que mostra les partícules incidents colpejant un vidre brillant i provocant l'alliberament de fotons, que es converteixen després en fotoelectrons que són multiplicats en el fotomultiplicador.

Un comptador de centelleig  és un instrument de mesura de la radioactivitat fet d'un material centellejador, que emet llum visible o ultraviolada quan se'l sotmet a un impacte d'alta energia per interacció d'una radiació.
S'utilitzen principalment de dues maneres:
- Amb una mena pantalla fluorescent, que permet la visualització a simple vista, aquesta pantalla s'associa sovint amb una càmera digital (tipus CCD)
- En la forma d'un detector de centelleig, la llum (fotons) emesa pel material radiant és amplificada per un fotomultiplicador, a continuació, els fotons són capturats i s'estima així el flux de fotons en el centellejador.

El centelleig pot convertir un fotó d'alta energia de radiació en un gran nombre de fotons de baixa energia, on el nombre de fotons per MeV d'energia és força constant. Mesurant la intensitat del centelleig (nombre de fotons produïts per raig X o fotons gamma (γ ), és possible discernir l'energia de la radiació original.
Existeix una relació simple entre la quantitat de llum produïda i l'energia dipositada (que és la font del centelleig), el que permet determinar l'energia de la radiació detectada. En espectrometria aquesta tècnica es coneix com la tècnica de l'espectrògraf, que és un dispositiu que realitza un registre fotogràfic de l'espectre lluminós.